# Semi-gesloten kas
Een semi-gesloten kas is een soort kas die gebruikt wordt binnen de glastuinbouw met toepassing van overdruk en afgegaasde in- en uitlaat. Zo kan de kas geconditioneerd gelucht worden met zowel binnen- als buitenlucht.

## Definitie
Een semi-gesloten kas is een kassysteem dat voor de klimaatbeheersing deels afhankelijk is van de natuurlijke ventilate via luchtramen. Hierdoor worden in tegenstelling tot een gesloten kas minder hoge eisen gesteld aan de techniek om de kasttemperatuur in de zomer te verlagen. Er vindt als gevolg van de constructie altijd enige uitwisseling met de omgevingslucht plaats. Door de gedeeltelijke isolatie van de buitenomgeving is de ophoping van gasvormige stoffen als ethyleen minder dan bij een gesloten kas. In de zomer moet om de kas meer gesloten te kunnen houden de lucht worden gekoeld en daartoe de warmte worden afgevoerd. In de winter is juist warmte nodig. Met seizoensopslag kan de warmte in de zomer benut worden in de winter met gebruikmaking van een aquifer, een watervoerende zandlaag in de bodem en met inzet van een warmtepomp. Een semi-gesloten kas maakt het mogelijk om overal ter wereld te telen, ook in landen waar het klimaat het niet toelaat om onder glas te telen. Hierdoor heeft de teler de voordelen van een gesloten kas, maar ook de flexibiliteit om in te spelen op het klimaat en omstandigheden.    

## Techniek
In een semi-gesloten kas komt de buitenlucht via een klimaatkamer en luchtslangen onder in de kas binnen. Daardoor beweegt de lucht zich van onderaf langs de planten omhoog. Dit zorgt voor een betere CO2-opname van de planten en een hogere productie. Vervolgens kan de lucht en warmte via de luchtramen naar buiten worden gelaten of worden hergebruikt via recirculatie en warmteterugwinning.
De semi-gesloten kas maakt gebruik van warmte-koudeopslag (WKO). Deze techniek maakt het mogelijk om overtollige warmte van de zomer te benutten als verwarming in de winter en de koude in te zetten als koeling in de zomer. Daarbij wordt gebruik gemaakt van een warmtepomp om de warmte en de koude de juiste temperatuur te geven.
Ook kan de semi-gesloten kas uitgerust worden met nachtkoeling. Dit is vooral interessant in regio’s waar hogere nachttemperaturen invloed hebben op de conditie van het gewas. Met het nachtkoelingssysteem kan de nachttemperatuur teruggekoeld worden naar de gewenste waardes. Hiervoor wordt gebruik gemaakt van koudwater-lucht-warmtewisselaars. Via recirculatie van de kaslucht wordt, zodra de nacht ingaat, de lucht stapsgewijs gekoeld naar de gewenste eindtemperatuur.
Door toepassing van afgegaasde luchtramen en overdruk beperkt men de kans op het binnendringen door insecten. Iets wat de ziektedruk tegengaat. Het stelt telers beter in staat om schoon en voedselveilig te kunnen telen en maakt het mogelijk om biologische bestrijdingsmiddelen als hommels in te zetten.
De combinatie van deze technieken kan bijdragen aan energie-, water- en CO2-besparing, de controle op de klimatologische omstandigheden binnen in de kas, de mogelijkheid om meer licht te benutten en aan een hogere productie. De kas kan een bijdrage leveren aan mondiale behoeften zoals de vraag naar lokaal geproduceerd voedsel voor groeiende steden, voedselveiligheid en energieneutraal telen.

## Ontwikkeling
In het begin van de 21e eeuw werden de eerste modellen ontwikkeld na onderzoek van de Universiteit van Wageningen. De eerste semi-gesloten kas was een testkas van ca. 0,6 ha groot en vormde het startpunt voor de modellen semi-gesloten kas die anno 2021 gebruikt worden.